# Manuel Adeba Pacheco

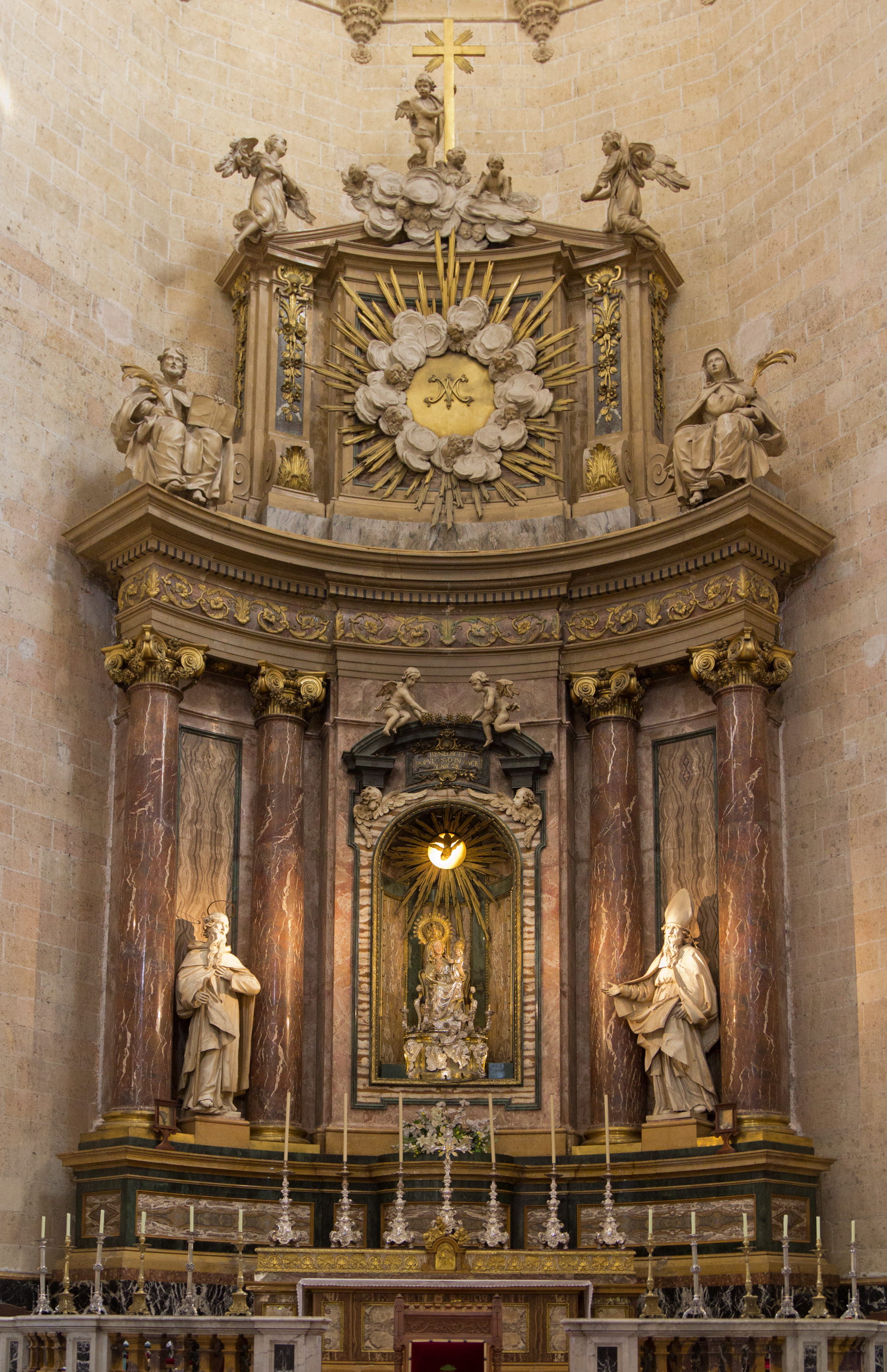
Retablo mayor de la catedral de Segovia, en el que corresponden a Adeba las esculturas de san Frutos, patrón de Segovia, y san Jeroteo, a quien los falsos cronicones de Jerónimo Román de la Higuera hicieron su primer obispo.

Manuel Adeba Pacheco, también Adeva y Arévalo Pacheco o Pacheco Arévalo (Medina de Rioseco, 3 de mayo de 1720-Madrid, 9 de mayo de 1791), fue un escultor neoclásico español.

## Biografía
Ceán Bermúdez, que no lo incluyó en su Diccionario pese a haber muerto ya en las fechas de su publicación, le dedicó una breve biografía en las notas manuscritas preparadas para ser empleadas como adiciones en una segunda impresión que nunca tuvo lugar. En ellas, sin mayor precisión, le decía «natural de Castilla la Vieja, en donde tomó unos ligeros principios de su facultad», tras lo cual, añadía, marchó a Italia en calidad de soldado y allí, dada su afición a la escultura, entró en el taller de su paisano Francisco Gutiérrez. Fue Jesús Urrea quien dio a conocer la partida de bautismo del escultor, que permite fijar su nacimiento en Medina de Rioseco (diócesis de Palencia) y en 1720.
Con poco más de veinte años viajó a Roma, donde en 1750, según el censo del cardenal Portocarrero, llevaba residiendo ocho años y estaba soltero. Tras diez años en Roma sin demasiada fortuna y sin haber obtenido de la Academia de San Lucas más que un tercer premio compartido con Vicente Rudíez y otros, en 1752 pasó a Nápoles con la esperanza de encontrar trabajo en la restauración de los mármoles clásicos rescatados en las excavaciones que se llevaban a cabo en Pompeya y Herculano. Allí lo conoció Antonio Ponz, que en 1788, en carta al conde de Floridablanca, lo recordaba ocupado en la rehabilitación de piezas de estatuaria clásicas y viviendo con modestia. Entre esas obras de restauración estaría la de una estatua de Baco para el Palacio Real de Portici. Además, según noticia proporcionada por el arquitecto Luigi Vanvitelli, que tenía una opinión poco favorable de ellas, realizó las esculturas de santa Teresa de Jesús y san Juan de la Cruz colocadas en los laterales del altar mayor de la Santa Teresa all'Arco Mirelli de Nápoles, con sus frontales de altar.
Tras seis años de estancia en Nápoles retornó a España. Para el Palacio Real Nuevo, a poco de llegar a Madrid, se le encomendó la realización del Martirio de san Vicente, uno de los medallones en mármol de Badajoz destinados a las sobrepuertas de la galería principal, según el proyecto decorativo ideado por fray Martín Sarmiento. El relieve, del que se apunta que pudiera haberse inspirado en el Martirio de san Andrés grabado por Carlo Maratta a partir de una composición de Domenichino, no llegó a colocarse en el lugar al que iba destinado, como ocurrió con el resto de los medallones de la serie, y en 1862 se incorporó a las colecciones del Museo del Prado.
En 1768 presentó a la Real Academia de Bellas Artes de San Fernando Diógenes en la cuba, relieve en cera con pátina verdosa por el que obtuvo el nombramiento de académico supernumerario. Cinco años más tarde, en enero de 1773, obtuvo el reconocimiento de académico de mérito en la misma institución, pero en 1786 vio frustrado su deseo de ocupar la plaza de director de escultura, postergado por Juan Adán.

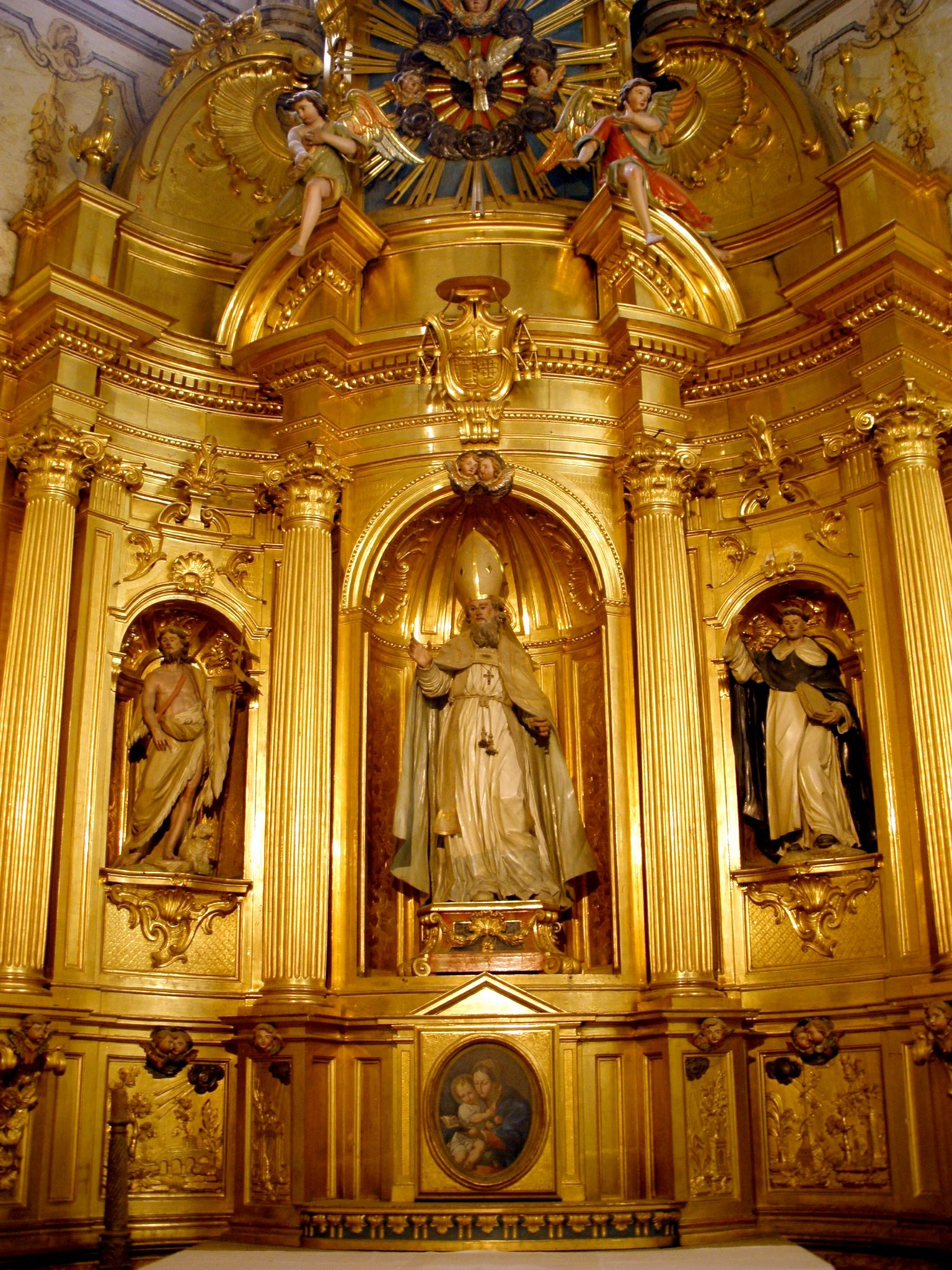
Altar de la capilla de san Jeroteo en el que corresponden a Manuel Adeba los bultos de san Juan Bautista, san Jeroteo y san Vicente Ferrer.

En Segovia, de donde era su padre, trabajó en los primeros años de la década de 1770 en las esculturas en madera estucada imitando mármol del altar mayor, diseñado por Francesco Sabatini y costeado por Carlos III: san Frutos, patrón de Segovia, y san Jeroteo, supuesto primer obispo, en los intercolumnios del primer cuerpo; san Valentín y santa Engracia, hermanos de san Frutos, sedentes sobre la cornisa, y el nombre de María entre nubes y cabezas de querubines más los ángeles del remate, uno de ellos con la cruz. Son suyas también las esculturas de san Jeroteo, san Vicente Ferrer y san Juan Bautista del altar de la capilla de san Jeroteo en la girola del templo, contratadas por Manuel Adeba en Madrid en 1770 y concluidas probablemente en 1772, cuando Santiago Casado contrató el dorado del retablo. Según Ceán, es suya también la pequeña estatua en piedra de san Jeroteo en la portada de poniente, y Melendreras le atribuye las imágenes del trascoro en el mismo templo. En Madrid citaba Ceán los niños en estuco sobre la cornisa en uno de los lados de la iglesia de San Francisco el Grande.
En la década de 1780 se documentan algunos trabajos menores para el palacio real de Madrid (diez máscaras y diez conchas en mármol para los tímpanos de las ventanas en 1782) y el encargo en 1785 de cuatro efigies para la iglesia de La Carolina, destruidas el 29 de julio de 1936.
Casi paralítico a consecuencia de un accidente y en precarias condiciones económicas, en 1788 se dirigió a Carlos III solicitándole una ocupación en el servicio real con oficio de restaurador de las estatuas de los jardines del palacio del Buen Retiro o del Real Sitio de Aranjuez. Intercedió en su favor Antonio Ponz en nota dirigida al conde de Floridablanca en la que, llamándole Manuel Pacheco, decía de él que era «un pobre viejo y trémulo, de resultas de un amago de accidente, y reducido a un estado miserable», por lo que, recordando que el rey lo había ocupado en Nápoles en labores de restauración de esculturas clásicas, esperaba pudiese ser socorrido de algún modo, en la confianza de que la caridad que con él se hiciese recaería «en persona muy honrada, y reducida a suma estrechez». Por otra nota del conde de Floridablanca fechada en Aranjuez en enero de 1790 consta que, en efecto, se le empleó en la restauración de las esculturas del jardín de la Isla en Aranjuez, con derecho a alojamiento, aumento de sueldo y ayuda de un cantero, aunque solo pudo disfrutar de esta privilegiada situación poco más de un año, pues falleció en Madrid el 9 de mayo de 1791.